# 1999年澳大利亚网球公开赛
1999年澳大利亚网球公开赛。

## 冠军
单打列出冠亚军以及决赛比分，双打列出冠军组合。

### 男子单打
主条目：1999年澳洲網球公開賽男子單打比賽
耶夫格尼·卡费尔尼科夫（俄罗斯）4-6 6-0 6-3 7-6 托馬斯·恩奎斯特（瑞典）

### 女子单打
主条目：1999年澳洲網球公開賽女子單打比賽
瑪蒂娜·辛吉斯（瑞士）6-2 6-3 阿梅莉·毛瑞斯莫（法国）

### 男子双打
主条目：1999年澳洲網球公開賽男子雙打比賽
約納斯·比約克曼（瑞典）/派屈克·拉夫特（澳大利亚）

### 女子双打
主条目：1999年澳洲網球公開賽男子雙打比賽
瑪蒂娜·辛吉斯（瑞士）/安娜·庫妮可娃（俄罗斯）

### 混合双打
主条目：1999年澳洲網球公開賽混合雙打比賽
瑪麗恩·德·斯瓦爾特（南非）/戴维·亚当斯（南非）

## 外部連結
- 官方網站

| 前任： 1998年澳大利亚网球公开赛 | 澳大利亚网球公开赛 1999年 | 繼任： 2000年澳大利亚网球公开赛 |
| 前任： 1998年美国网球公开赛     | 网球大满贯 1999年         | 繼任： 1999年法国网球公开赛     |